# Motorola 68451
Az MC68451 egy Motorola (később Freescale) által gyártott memóriakezelő egység (MMU),
amelyet elsősorban a Motorola 68010 mikroprocesszorral együtt használtak.

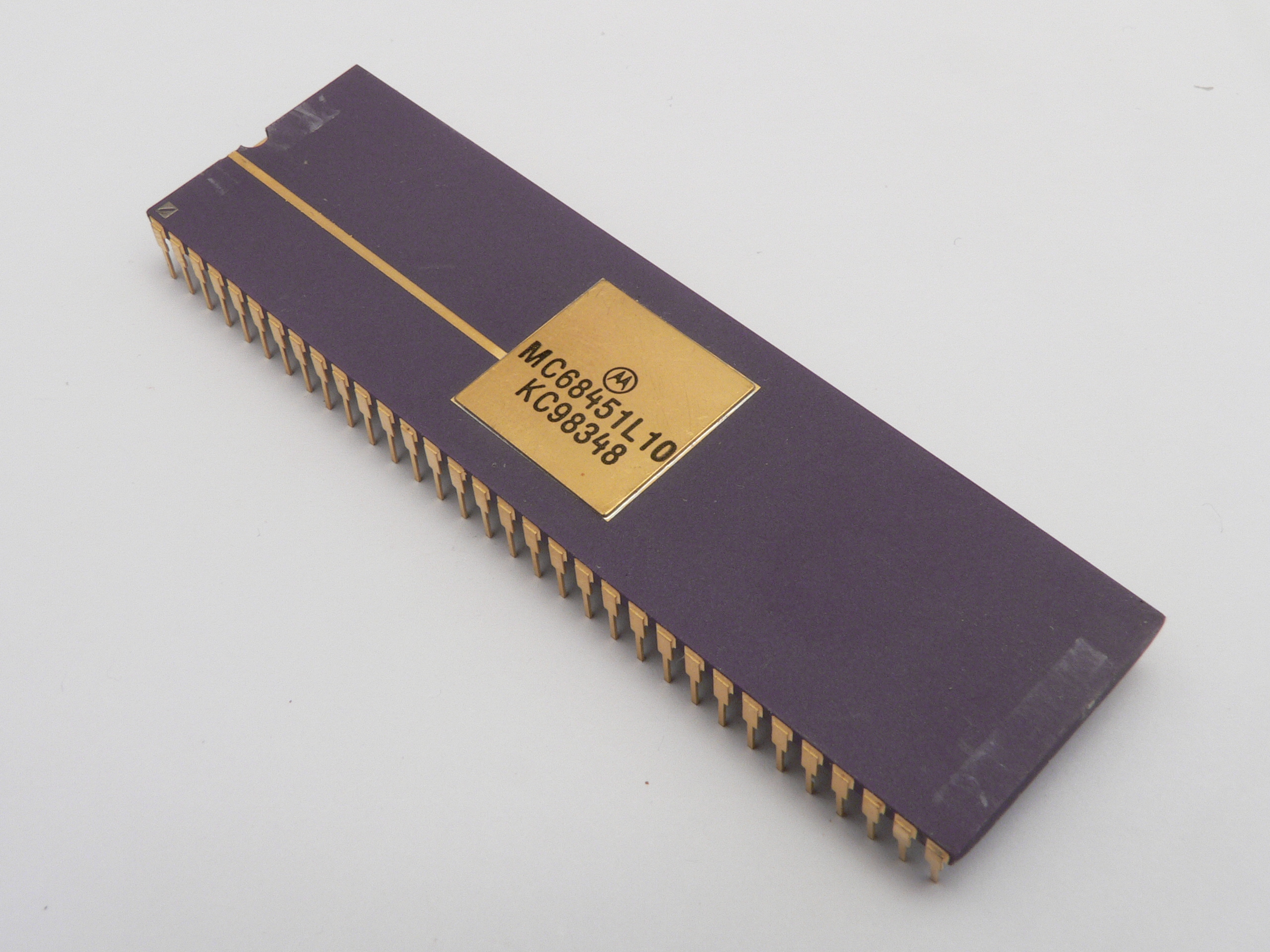
Motorola MC68451

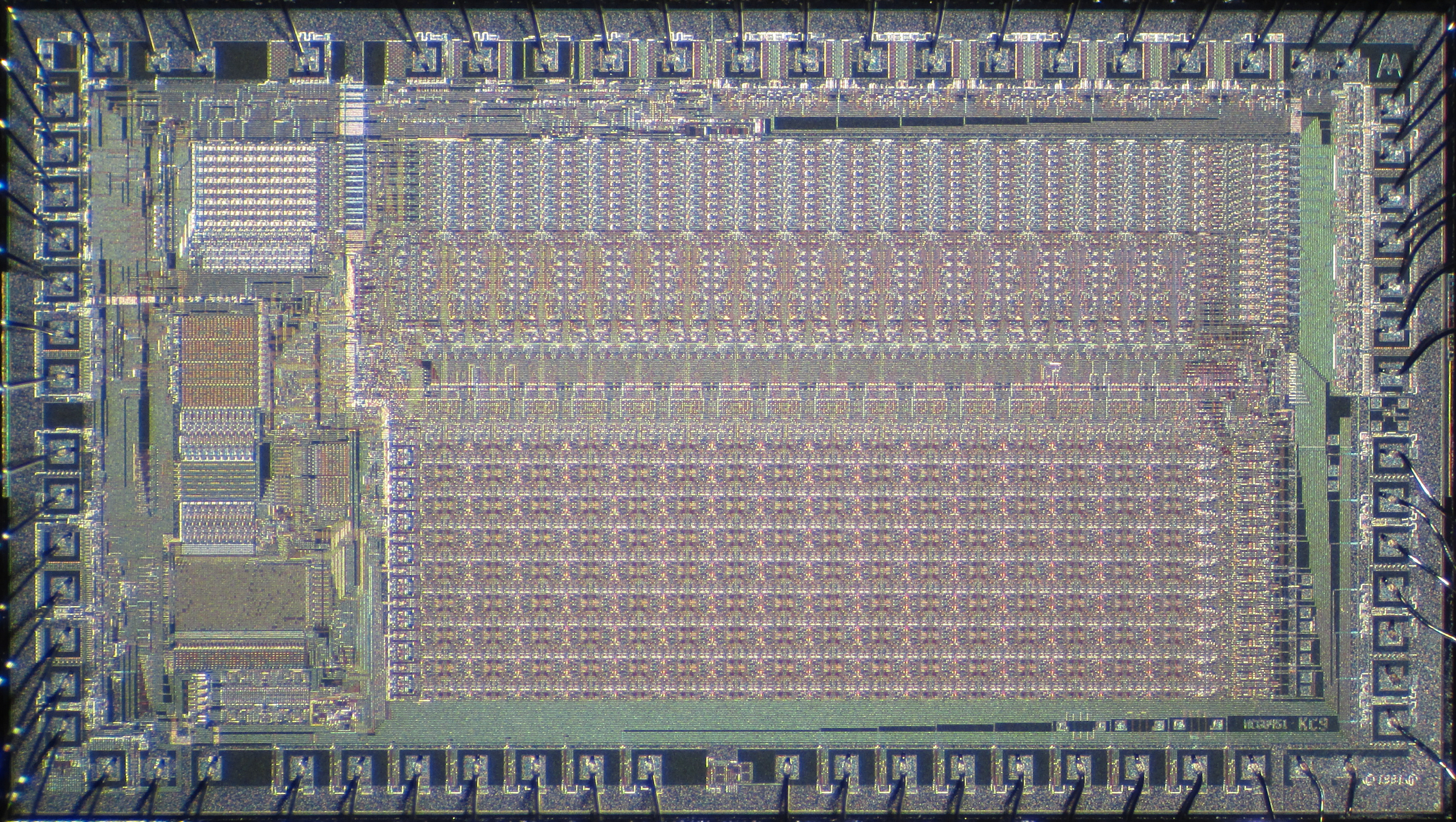
Motorola MC68451 lapka képe

Az MC68451 16 MiB méretű címtartományt kezel, memóriavezérlési funkciókat biztosít az MC68000 vagy MC68010 processzorok számára, valamint ellátja a memóriavédelmi funkciókat, ami az illetéktelen hozzáférést hivatott megakadályozni. A vezérlőben változó blokkméret használható, így általában szegmensalapú memóriakezeléshez alkalmazták. Támogatja legfeljebb 32, változó méretű memóriaszegmens vagy oldal leképezését a logikai és fizikai címek között. A vezérlő támogatja a többcsipes használatot, így több szegmens vagy oldal használata is lehetséges, egyszerre több MC68451 MMU használatával.
A MC68010 processzorral kombinálva az MC68451 lehetővé tette a virtuális memória megvalósítását. A korábbi MC68000 processzorral ez nem volt lehetséges, mivel ezt az MC68000 memóriahozzáférési hibákat kezelő üzemmódja nem tette lehetővé, ugyanis a processzor állapotát nem mindig lehetett megfelelően helyreállítani laphiba bekövetkezése után; ehhez két MC68000-esre lenne szükség, úgy, hogy a fő CPU működése szünetel, mikor memóriahozzáférési hibát kap, és a másik CPU kezeli le a laphibát. A memóriavezérlőnkénti 32 szegmenstábla-bejegyzésre vonatkozó korlátozás miatt az MC68010-esre és egy MC68451 épülő rendszerek lassúnak bizonyultak, mivel gyakran kellett módosítaniuk a szegmenstáblát, annak kis mérete miatt.
A Motorola készített egy egykártyás számítógépmodult, amely demonstrálta a 68010 és a 68451 kombinációját a virtuális memóriát igénylő alkalmazásokhoz. Egyes felhasználói, pl. a német H. Berthold AG (eredetileg betűöntöde, tipográfiai cég) 12 db. MC68451 MMU-t használt az UNOS operációs rendszer vBertOS néven továbbfejlesztett változatában, az 1980-as évek első felében. Mások cégek (például a Sun Microsystems vagy a Convergent Technologies) saját szabadalmazott memóriavezérlő egységeit használták az MC68451 helyett (ún. Berkeley MMU-t).

## Fordítás
Ez a szócikk részben vagy egészben  a   Motorola 68451 című angol Wikipédia-szócikk ezen változatának fordításán alapul.  Az eredeti cikk szerkesztőit annak laptörténete sorolja fel. Ez a jelzés csupán a megfogalmazás eredetét és a szerzői jogokat jelzi, nem szolgál a cikkben szereplő információk forrásmegjelöléseként.